# Karl Noten
Karl Noten (Suriname, 1966) is een Nederlands fitnesstrainer, fysiotherapeut, manueeltherapeut, orthomoleculaire voedingstherapeut, MSU echografist en voormalig presentator van televisieprogramma's over fitness en fysiotherapie. Hij is directeur-eigenaar van de Fysio Physics Group, docent, auteur en producent van boeken en dvd's over gezondheid, fitness en fysiotherapie. Ook is hij mede-eigenaar van twee Zwitserse medische innovatiebedrijven.

## Achtergrond
Noten, van Surinaamse komaf, begon zijn carrière als fysiotherapeut. Hij volgde diverse opleidingen in deze richting, waaronder de opleiding voor fysiotherapie in de sportgezondheidszorg en fysiotherapie bij incontinentie en bedrijfsfysio aan de NISG, en aan de Hogeschool West Brabant de opleiding tot fysiotherapeut. Ook deed hij in de jaren 80 diverse opleidingen voor turntrainer, aerobicstrainer, step-instructeur en spinning-instructeur. Vanaf 1992 werkte Noten op diverse fysiotherapiepraktijken in het Diaconessenziekenhuis in Eindhoven. Hij had echter moeite met de manier waarop patiënten in het medische circuit werden begeleid, en pleitte voor meer betrokkenheid en promotie van het belang van bewegen.
In diezelfde periode werkte hij als docent op verschillende sportopleidingen en presenteerde hij op het EFAA, een jaarlijks terugkerend Europees fitnesscongres. Met zijn opgedane kennis, en gedreven door zijn overtuiging dat mensen helpen gezond te worden zijn roeping is, richtte hij in 1993 het bedrijf Fysio Physics op. Dit bedrijf, met een hoofdvestiging in IJsselstein, groeide onder zijn leiding uit tot een medisch revalidatie- en expertisecentrum, met in 2020 45 vestigingen door heel Nederland. Naast het behandelen en begeleiden van patiënten, waaronder ook veel bekende Nederlanders en topsporters, en het geven van cursussen voor instructeurs en fysiotherapeuten, blijft Noten zich ontwikkelen in zijn vakgebied. Zo schrijft hij boeken en opleidingshandleidingen over zijn Oncofit, Rugfit, ArtroFit en Diabetes & Fit methoden, waarin beweging de sleutel is tot herstel bij patiënten met artrose, kanker, rugklachten en diabetes. 

## 4xT Methode
De 4xT®Methode is een nieuwe therapeutische behandelmethode bedacht en ontwikkeld door Noten, die uitgaat van het 4xT stappenplan (Testen, Triggeren, Tapen & Trainen) en waarbij behandeling van de fascie centraal staat. Met de methode, die wordt toegepast bij de behandeling van orthopedische gewrichtsklachten zoals rugklachten, nekklachten en knieklachten, maar ook bij revalidatie na kanker, bij longziekten en de behandeling van littekenweefsel, pleit Noten voor een effectievere behandeling en combineert nieuwe manuele technieken met myofasciale release en taping volgens een eigen ontwikkeld algoritme. Het onderscheidende van de 4xT® Methode ten opzichte van algemeen fysiotherapeutische behandelingen is dat het een beslisboom bevat, waarbij door middel van algoritmische stappen vooraf aan elke behandeltechniek en oefening, eerst getest wordt wat de juiste techniek en/of oefening is. Dit gebeurt met behulp van de DAMT® test procedure – een diagnostische test cluster bedacht door Noten en de Zwitserse fysiotherapeut ir. Marco Schuurman-Stekhoven in 2005.
Aan de hand van deze testprocedure wordt bepaald welke techniek, welke locatie van de techniek, welke richting van de techniek en welke intensiteit het meest effectief is voordat deze wordt toegepast. Vervolgens worden niet de symptomen zoals pijn, spierspanning, instabiliteit of spierzwakte behandeld, maar wordt de oorzaak van de klacht opgespoord en aangepakt. Noten beschrijft dit als kijken ‘hoe de deur open gaat’ wanneer iemand klem zit en niet alleen de pijn of spierspanning bestrijden. Een experimentele, wetenschappelijke studie geeft aan dat de 4xT® Methode positief werkt in vergelijking met standaard ‘unimodale’ oefentherapie bij mensen met chronische lage rugpijn. Ook expertisecentrum STECR noemt de methode in haar Werkwijzers, die deel uitmaken van het wet- en regelgevingscomplex van de Wet Verbetering Poortwachter.

## Landelijke bekendheid
Noten werd landelijk bekend toen hij in 2000 samen met Olga Commandeur van start ging met het fitnessprogramma Nederland in Beweging. Vanaf dat moment werd Noten een bekende Nederlander. Regelmatig gaf hij warming-ups en fitnessworkshops op allerlei evenementen, zoals bij de Walk for Women in Kijkduin, het Free Your Mind Festival en het Flevo Festival en maakte hij in de status van BN'er zijn opwachting in programma's als Life & Cooking. In 2005 en 2006 presenteerde hij voor de TROS een fitnessprogramma voor kinderen, de KidzClub, waarin hij kinderen liet bewegen en hen dingen leerde over goed en gezond eten.
In interviews gaf hij meerdere malen aan dat hij het beschouwde als een door God gegeven roeping om mensen te helpen gezonder te leven en te bewegen.

## Veroordeling
De loopbaan van Noten kwam op 4 juli 2007 abrupt ten einde, toen hij door de Utrechtse politierechter veroordeeld werd voor het bezit van kinderporno, die door de politie naar aanleiding van een tip op zijn computer was aangetroffen. Noten zelf verklaarde in een vertrouwelijke brief, die via verschillende websites is uitgelekt, op deze afbeeldingen te zijn gestuit tijdens het zakelijk gebruik van het peer-to-peer-programma LimeWire. De rechter achtte echter bewezen dat Noten bewust naar deze afbeeldingen had gezocht en veroordeelde Noten tot 150 uur werkstraf en drie maanden voorwaardelijke celstraf. Noten maakte op 11 juli 2007 bekend in hoger beroep te gaan tegen deze uitspraak en nam daarvoor advocaat Gerard Spong in de arm. Begin maart 2008 kwam Noten echter terug op dit besluit na advies van zijn pleitbezorger.
Naar aanleiding van de veroordeling beëindigde de AVRO de samenwerking met Noten en werd het programma Nederland in Beweging per direct tijdelijk van de televisie gehaald. Verder werd hij voor twee maanden geschorst als lid van het Koninklijk Nederlands Genootschap voor Fysiotherapie (KNGF). Ook werden zijn persoonlijke website en zijn profiel op de AVRO-website uit de lucht gehaald. Daags erna trok hij zich terug als directeur van zijn bedrijf Fysio Physics.
Op 5 maart 2008 zond het televisieprogramma RTL Boulevard een interview met Noten uit, waarin hij vertelde wat de ophef rond de zaak met hem had gedaan. Hij beklemtoonde dat de strafbare afbeeldingen buiten zijn medeweten op zijn computer waren terechtgekomen. Wel gaf hij toe LimeWire bewust voor 'adult search' (zoeken naar volwassenenporno) te hebben gebruikt; hij voegde hieraan toe dit voor God te hebben beleden. Later trad hij weer vaker naar buiten, zoals in het praatprogramma Pauw en Witteman. Ook begon hij zijn voormalig bedrijf in IJsselstein weer te bezoeken en zei hij door te willen gaan gezond leven bij mensen te bevorderen.
Begin 2015 spande Noten een kort geding aan tegen het televisieprogramma De Monitor (KRO-NCRV), in een poging om een uitzending te voorkomen waarin werd gesteld dat hij weer werkzaam was als fysiotherapeut, zonder dat hij dat had gemeld aan de Inspectie voor de Gezondheidszorg. De Inspectie bepaalde dat er geen bezwaren zijn voor Noten om zijn vak als fysiotherapeut uit te oefenen.

## Wetenschappelijk onderzoek
Na zijn terugkeer bij Fysio Physics werkte Noten zijn 4XT methode verder uit, en trad langzaam meer op de voorgrond bij de promotie ervan. Noten heeft inmiddels ook de afdeling Fysioscience van Fysio Physics opgestart, dat zich bezighoudt met wetenschappelijke onderzoeken op het gebied van bewegen, training en revalidatie in de fysiotherapie. Momenteel lopen er een aantal wetenschappelijke onderzoeken naar de effecten van de 4xT® Methode waarvan één in samenwerking met de Vrije Universiteit van Amsterdam.

## COVID-19-crisis
Tijdens de coronacrisis ontwikkelde Noten, samen met een team van medisch specialisten, een opleiding voor revalidatie na COVID-19 voor fysiotherapeuten. Hij claimt dat langdurige coronapatiënten weinig baat hebben bij de aanpak die begin 2021 door veel artsen en fysiotherapeuten wordt aanbevolen. In de media legt hij de methode van zijn nieuwste boek 4xT® Coronafit uit, waarin hij beschrijft dat een combinatie van ontstekingsremmende voeding, oefeningen om weer te kunnen ademen, herstel van het darmevenwicht en een langzame opbouw in conditietraining de manier is om een jarenlange nasleep te voorkomen. Het Koninklijk Nederlands Genootschap voor Fysiotherapie gaf in een reactie op de claims van Noten aan dat "dé behandeling voor langdurige coronapatiënten niet bestaat".

## Uitbreiding naar Verenigde Staten
In 2020 zet Noten samen met zijn vrouw in Delaware een nieuw bedrijf op, Fit People USA LLC, die cursussen en health screenings geven met een christelijke grondslag. Ook zijn er plannen om daar te starten met fysiotherapie en revalidatie.

### Publicaties
- 1998 - Total Fitness
- 2001 - Fitness voor Senioren
- 2001 - Fitness bij RSI
- 2002 - Fitness bij Rugklachten
- 2002 - Fit boost!
- 2004 - Fitness bij Zwangerschap
- 2004 - ‘Diabetes in Beweging’
- 2004 - Een strakke buik voor iedereen - De mega-buikspier-workout
- 2005 - Perfect Pilates
- 2005 - Eén jaar Fit Met Karl
- 2005 - Perfect Pilates voor beginners – DVD
- 2005 - Perfect Pilates on the beach - Workout 2 - DVD
- 2006 - Fitness voor senioren
- 2006 - Fitness voor senioren DVD
- 2007 - De beste oefeningen bij rugklachten
- 2007 - Diabetes&Fit
- 2007 - KidzFit
- 2018 - RugFit
- 2020 - ArtroFit
- 2020 - ArtroFitness
- 2021 - 4xT RugFitness Level 1 - de beste oefeningen tegen rugpijn
- 2021 - 4xT CoronaFit, de beste voeding & training bij preventie en revalidatie na COVID-19